# José Abad Gosálbez
José Abad Gosálbez (Alacant, 5 de març de 1915 - 1976) fou un polític alacantí.

## Biografia
Llicenciat en dret, durant la Segona República fou secretari de la Federació d'Estudiants Catòlics i col·laborà amb les autoritats en la repressió de la revolució de 1934. Degut a això, en esclatar la guerra civil espanyola va fugir cap a Itàlia en un vaixell alemany. Va tornar poc després per a lluitar al front de Màlaga en una bandera de la Falange Española i després fou tinent de complement en la 2a Bandera de la Legió Espanyola. Va rebre diverses ferides, per les quals fou condecorat, i en acabar la guerra fou delegat a Alacant de la Federació d'Excombatents i president de la secció alacantina de l'Hermandad Nacional de Alféreces Provisionales.
En la postguerra va comandar la centúria de la Falange que va acompanyar el trasllat al Monestir de l'Escorial de les despulles de José Antonio Primo de Rivera. De 1944 a 1949 fou secretari provincial del Movimiento Nacional, membre de la Comissió Gestora de l'Ajuntament d'Alacant i diputat provincial. En els anys seixanta fou tinent d'alcalde fins que l'octubre de 1966 fou nomenat alcalde i procurador en Corts Franquistes (1964-1967). Durant el seu mandat es va rescatar el Palmeral, inaugurà el Centre d'Estudis Universitaris (1968) i aprovà la construcció de l'Hotel Melià. Deixà el càrrec el setembre de 1970. També fou procurador en Corts de 1966 a 1970.
Té un carrer dedicat a la pedania alacantina de la Santa Faç des del 15 de juny de 1975.